# Domínio fatorial

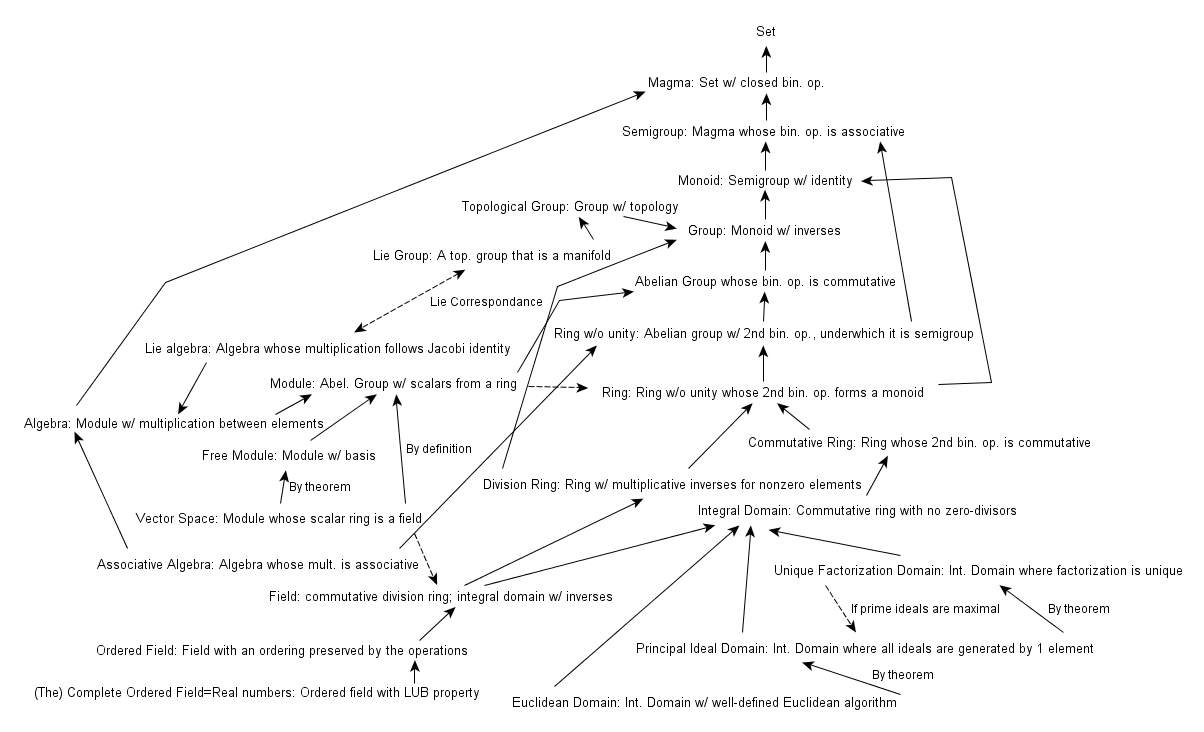
Fluxograma das relações entre estruturas algébricas diversas

Em teoria dos anéis, um domínio de integridade {\displaystyle D} é de fatoração única (de onde é chamado de DFU, significando domínio de fatoração única) ou fatorial se:
1. {\displaystyle \forall a\in D}, se {\displaystyle a\notin D^{*}} (onde {\displaystyle D^{*}} é o conjunto das unidades de {\displaystyle D}) e {\displaystyle a\not =0} temos que {\displaystyle \exists c_{i}\in D} irredutíveis {\displaystyle \forall i\in I_{n}} tal que {\displaystyle a=\prod _{i=1}^{n}c_{i}}.
2. Seja {\displaystyle a=\prod _{i=1}^{n}c_{i}} e {\displaystyle a=\prod _{j=1}^{m}d_{j}} com {\displaystyle c_{i},d_{j}} irredutíveis {\displaystyle \forall i\in I_{n}} e{\displaystyle \forall j\in I_{m}} {\displaystyle \Rightarrow m=n} e {\displaystyle \exists \sigma :I_{n}\rightarrow I_{n}} bijeção, tal que {\displaystyle c_{i}} é associado a {\displaystyle d_{\sigma (i)}}.

## Exemplos
- O anel dos números inteiros é um domínio fatorial. Usando o teorema fundamental da aritmética e sabendo que as unidades dos inteiros são 1 e -1 e que {\displaystyle \forall a\in \mathbb {Z} } {\displaystyle a} é associado a {\displaystyle -a} temos:

1. {\displaystyle \forall a\in \mathbb {Z} }, se {\displaystyle a\notin \{-1,1\}} e {\displaystyle a\not =0} temos que {\displaystyle \exists c_{i}\in D} irredutíveis {\displaystyle \forall i\in I_{n}} tal que {\displaystyle a=\prod _{i=1}^{n}c_{i}}.
2. Seja {\displaystyle a=\prod _{i=1}^{n}c_{i}} e {\displaystyle a=\prod _{j=1}^{m}d_{j}} com {\displaystyle c_{i},d_{j}} irredutíveis {\displaystyle \forall i\in I_{n}} e{\displaystyle \forall j\in I_{m}} {\displaystyle \Rightarrow m=n} e {\displaystyle \exists \sigma :I_{n}\rightarrow I_{n}} bijeção, tal que {\displaystyle c_{i}} é associado a {\displaystyle d_{\sigma (i)}} (isto é, como {\displaystyle c_{i}} é primo então {\displaystyle d_{\sigma (i)}=c_{i}} ou {\displaystyle d_{\sigma (i)}=-c_{i}}).

- Todo corpo é, trivialmente, um domínio fatorial. Este exemplo não parece muito interessante, mas ganha importância como caso particular do próximo exemplo
- Se D é um domínio fatorial, então o anel de polinômios com coeficientes em D, D[x], também é um domínio fatorial

## Unidades e D*
Seja {\displaystyle D} um anel comutativo, {\displaystyle u\in D} é unidade, então {\displaystyle \exists u^{-1}\in D} tal que {\displaystyle uu^{-1}=1}. O elemento {\displaystyle u^{-1}} é chamado de elemento inverso de {\displaystyle u}.
{\displaystyle D^{*}\subset D} é o conjunto de todas as unidades de {\displaystyle D}. Logo {\displaystyle u\in D} é unidade, então {\displaystyle u\in D^{*}}.
- Seja {\displaystyle 1\in D} a identidade. Como {\displaystyle 1*1=1}, então {\displaystyle 1} é unidade, e é seu próprio elemento inverso.
- Seja {\displaystyle D=K} um corpo. {\displaystyle \forall a\in K}, {\displaystyle a} é unidade. Logo {\displaystyle K=K^{*}}.
- Seja {\displaystyle D=\mathbb {Z} }.

1. 1, -1 são unidades.
2. Como {\displaystyle |a||b|=|ab|} e {\displaystyle \forall x\in \mathbb {Z} ,|x|\geq 1}. Então{\displaystyle \forall x\in \mathbb {Z} } tal que {\displaystyle |x|\geq 2}, {\displaystyle x} não é unidade.
3. {\displaystyle \mathbb {Z} ^{*}=\{-1,1\}}.

## Divisão para anéis e elementos associados
Sejam {\displaystyle D} um anel comutativo e {\displaystyle a,b\in D}, {\displaystyle a|b} (i. é {\displaystyle a} divide {\displaystyle b}) se {\displaystyle \exists q\in D}, tal que {\displaystyle b=qa}. E ainda, {\displaystyle a,b\in D} são associados se {\displaystyle a|b} e {\displaystyle b|a}.
- Seja {\displaystyle D} um dominio:

1. Seja {\displaystyle a,b\in D} associados. {\displaystyle a|b\ e\ b|a\Rightarrow \exists u,u^{-1}\in D} tal que {\displaystyle b=au} e {\displaystyle a=bu^{-1}}. Logo {\displaystyle a=0\Leftrightarrow b=0}.Faça {\displaystyle a\not =0}. Então {\displaystyle a=auu^{-1}\Rightarrow a*(uu^{-1}-1)=0\Rightarrow uu^{-1}-1=0\Rightarrow uu^{-1}=1}. Logo {\displaystyle u} é unidade. Assim {\displaystyle \exists u\in D} unidade tal que {\displaystyle b=au}.
2. Seja {\displaystyle a,b\in D} tal que {\displaystyle \exists u\in D} unidade com {\displaystyle b=au}. Logo {\displaystyle a|b}. Ainda mais, {\displaystyle u} é unidade, logo {\displaystyle \exists u^{-1}\in D} tal que {\displaystyle u*u^{-1}=1}.Assim {\displaystyle b=au\Rightarrow bu^{-1}=auu^{-1}\Rightarrow bu^{-1}=a}. E por fim {\displaystyle b|a}. Logo {\displaystyle a|b} e {\displaystyle b|a}, logo {\displaystyle a,b} são associados.
3. Portanto em um domínio, {\displaystyle a,b\in D} são associados se e somente se {\displaystyle \exists u\in D} unidade tal que {\displaystyle b=au}.

- Em um corpo {\displaystyle K}, {\displaystyle \forall x,y\in K}, x e y são associados.
- Nos inteiros {\displaystyle \forall n\in \mathbb {Z} }, {\displaystyle -n} é seu associado.

## Elementos Irredutíveis
Seja {\displaystyle A} um anel comutativo. Um elemento {\displaystyle c\in A} é irredutivel se {\displaystyle c\neq 0}, se {\displaystyle c\not \in A^{*}} e se {\displaystyle c=ab} com {\displaystyle a,b\in A} então {\displaystyle a} ou {\displaystyle b} é unidade.
Uma definição semelhante a de elemento irredutível é a de elemento primo ja que {\displaystyle p\in A} é primo se {\displaystyle p\neq 0}, {\displaystyle p\not \in A^{*}}  e se {\displaystyle p|ab} com {\displaystyle a,b\in A} então {\displaystyle p|a} ou {\displaystyle p|b}.
- Seja {\displaystyle A} um domínio e  {\displaystyle p\in A} primo. Seja {\displaystyle p=ab\Rightarrow p|ab\Rightarrow p|a\ ou\ p|b}. Sem perda de generalidade, seja {\displaystyle p|a\Rightarrow \exists q\in A} tal que {\displaystyle a=pq\Rightarrow a=abq}. Como {\displaystyle a\not =0}, então {\displaystyle b} é unidade. Logo p é irredutivel.
- Seja {\displaystyle \mathbb {Z} [i{\sqrt {5}}]=\{a+ib{\sqrt {5}}|a,b\in \mathbb {Z} \}}. {\displaystyle \mathbb {Z} [i{\sqrt {5}}]} é um domínio, {\displaystyle 2,3\in \mathbb {Z} [i{\sqrt {5}}]} são irredutíveis, mas não são primos já que {\displaystyle 2*3=6=(1+i{\sqrt {5}})(1-i{\sqrt {5}})}.